# Eduard Uibel
Eduard Georg Uibel (* 23. März 1846 in Villingen; † 27. September 1925 in Karlsruhe) war ein deutscher Politiker.

## Leben
Als Sohn eines Stadtrechners machte Uibel eine Kaufmannslehre in Rastatt und besuchte die Knabenerziehungsanstalt von Ph. Paulus Salon in Ludwigsburg. Er studierte Rechtswissenschaften in München und Heidelberg. Während seines Studiums wurde er 1864 Mitglied der Burschenschaft Algovia/Arminia München und 1866 der Ehrenmitglied der Burschenschaft Frankonia Heidelberg. Er nahm 1866 am Burschentag teil. Nach bestandener erster (1870) und zweiter (1872) juristischer Staatsprüfung wurde er 1874 Amtsrichter in Pforzheim. Er war Mitglied des rechten Flügels der Nationalliberalen Partei und engagierte sich als Redner. Er wurde 1879 Staatsanwalt in Pforzheim, 1881 in Mannheim und schließlich in Karlsruhe. Von 1890 bis 1893 war er als Erster Staatsanwalt in Konstanz tätig. Von 1898 bis 1901 war er für die Stadt Konstanz (Wahlbezirk 3) Abgeordneter in der Zweiten Kammer des Badischen Landtags, zuerst für die Nationalliberale Partei, in deren Vorstand er war, dann für die Deutsche Volkspartei. 1899 wurde er Landgerichtsdirektor in Freiburg im Breisgau, 1901 Landgerichtspräsident in Mosbach und 1904 in Freiburg. 1920 ging er in den Ruhestand.
Die Kirchlich-Liberale Partei wählte ihn als Abgeordneten in die Generalsynode. Von 1914 bis 1920 war er Präsident der Evangelischen Landessynode. 1915 wurde er Präsident des Oberkirchenrates. Er war Vorsitzender des Badischen Landesvereins für Innere Mission und Mitglied des Verwaltungsrates des Melanchthonvereins für Schülerheime. Uibel war Mitglied des Verwaltungsrates der Evangelischen Diakonissenanstalt und Mitglied des Ostmarkenvereins sowie des Alldeutschen Verbandes und des Kolonialvereins. Uibel war an der Gründung der Vereinigung Alter Burschenschafter in Konstanz beteiligt, deren Vorsitzender er viele Jahre war.

## Ehrungen
- 1911: Ehrendoktor (Dr. h. c.) der Rechts- und Staatswissenschaftlichen Fakultät der Universität Freiburg
- 1915: Wirklicher Geheimer Rat, Exzellenz
- 1917: Ehrendoktor (Dr. theol. h. c.) der Universität Heidelberg
- 1921: Ehrenmitglied der Burschenschaft Teutonia Freiburg